# プレラ
プレラ(伊: Prelà)は、イタリア共和国リグーリア州インペリア県にある、人口約500人の基礎自治体（コムーネ）。

## 地理

### 位置・広がり

#### 隣接コムーネ
隣接するコムーネは以下の通り。
- ボルゴマーロ
- ドルチェード
- モンタルト・カルパージオ (カルパージオ、モンタルト・リーグレ)
- ヴァージア

### 地震分類
イタリアの地震リスク階級 (it) では、2 に分類される
。

## 行政

### 分離集落
プレラには、以下の分離集落（フラツィオーネ）がある。
- Molini di Prelà (capoluogo), Tavole, Valloria, Villatalla

## 姉妹都市
- シャトーヌフ＝グラース、フランス 2005年